# 노인직
노인직(老人職)은 조선왕조 시대에 노인(老人), 즉 장수한 사람에게 주었던 관직이다. 신분에 따라 80세, 90세, 100세에 도달하면 품계 또는 관직을 내려 주었는데, 관직의 경우 대부분은 실제 관직이 아닌 명예직이었다. 줄여서 노직(老職), 수직(壽職)이라고도 한다. 
일반 관직은 사람의 노력으로 얻을 수 있으나, 노인직은 장수 여부에 따라 내려지는 것이었으므로 생명을 하늘이 좌우한다는 전통적인 관념에서 '천작(天爵, 하늘이 내린 관작)'이라고 하였다.
《경국대전》에 규정된 내용에 따르면 양인, 천인을 막론하고 80세에 도달하면 품계 1계를 주며, 원래 품계를 보유하고 있었으면 1계를 승진시켜 주었다. 다만, 그 대상자가 당상관이면 임금의 재가를 얻어야 했다. 조선 후기로 갈수록 노인직 제도가 활성화되어 매년 각 지방 관청에서 노인직 수여 대상자를 파악하여 보고하도록 하였는데, 노인직으로 얻은 품계와 직함도 족보, 비석, 호적 등에 공식적으로 올릴 수 있었으므로 나이를 속여 노인직을 얻으려 한 경우도 종종 있었다.